# Тихоокеанска есетра
Тихоокеанската есетра (Acipenser medirostris) е вид лъчеперка от семейство Есетрови (Acipenseridae). Видът е световно застрашен, със статут Уязвим.

## Разпространение
Видът е разпространен в Канада (Британска Колумбия), Мексико и САЩ (Аляска, Калифорния и Орегон).